# ミハイル・パヴロヴィチ
ミハイル・パヴロヴィチ（ロシア語: Михаил Павлович、1798年2月8日 - 1849年9月9日）は、ロシア大公。ロシア皇帝パーヴェル1世の四男、母は皇后マリア・フョードロヴナ。大公のために建築家カルロ・ロッシの設計で建設されたミハイロフスキー宮殿は、現在ロシア美術館の本館となっている。
1824年2月19日に、母方の従兄であるヴュルテンベルク王子パウルの娘シャルロッテと結婚した。改宗してエレナ・パヴロヴナと名乗った妻との間には5人の子女をもうけた。
- マリヤ（1825年 - 1846年）
- エリザヴェータ（1826年 - 1845年） - ナッサウ公アドルフと結婚
- エカチェリーナ（1827年 - 1894年） - メクレンブルク公ゲオルク・アウグストと結婚
- アレクサンドラ（1831年 - 1832年）
- アンナ（1834年 - 1836年）